# ベーゼリヒ
ベーゼリヒ (ドイツ語: Beselich) は、ドイツ連邦共和国ヘッセン州ギーセン行政管区のリムブルク＝ヴァイルブルク郡に属す町村（以下、本項では便宜上「町」と記述する）である。

## 地理

### 位置
ベーゼリヒはリムブルク盆地の北東端、ラーンタール周縁部、ヴェスターヴァルトの南東斜面、海抜 220 m に位置している。ベーゼリッヒャー・コプフ (296 ｍ) は遠くからも望むことができる。ティーフェンバッハ川、ケルカーバッハ川、ブラントバッハ川、シュプバッハ川が町内を流れている。
町域面積は 31.53 km2 で、2019年現在の土地利用別面積は以下に分類される。
| 用途             | 面積 (ha) | 占有率 (%) |
| ---------------- | --------- | ---------- |
| 住宅地・産業用地 | 362       | 11.5       |
| 交通用地         | 253       | 8.0        |
| 農業用地         | 1,631     | 51.7       |
| 森林             | 837       | 26.6       |
| 水域             | 35        | 1.1        |
| その他           | 35        |            |

### 地質学
地形は部分的森に覆われ、大理石、粘土、玄武岩、鉄鉱石が産出する。オーバーティーフェンバッハでは現在も粘土の採掘が行われている。シュプバッハで産出する黒大理石は、ニューヨークのエンパイア・ステート・ビルディングをはじめ世界中で利用されている。

### 地区
町の行政機関はオーバーティーフェンバッハ地区にある。ベーゼリヒの4地区とその人口を以下の表に記す。
| 地区名                     | 地区名           | 人口（人） | 面積 (km2) |
| -------------------------- | ---------------- | ---------- | ---------- |
| オーバーティーフェンバッハ | Obertiefenbach   | 2.572      | 12,29      |
| シュプバッハ               | Schupbach        | 1.094      | 8,10       |
| ニーダーティーフェンバッハ | Niedertiefenbach | 1.046      | 5,45       |
| ヘックホルツハウゼン       | Heckholzhausen   | 996        | 5,70       |

中世後期までオーバーティーフェンバッハとシュプバッハとの間に小さな集落「Schuy」があった。その地域は現在オーバーティーフェンバッハ地区の一部となっている。

### 隣接する市町村
ベーゼリヒは、北西はヴァルトブルン、北はメーレンベルク、北東はヴァイルブルク、南東はルンケル、南西は郡庁所在地のリムブルク・アン・デア・ラーン、西はハーダマルと境を接している。

## 歴史

### 町の創設
自治体ベーゼリヒは、ヘッセン州の地域再編に伴い、1970年12月30日に、それまで独立していた町村ヘックホルツハウゼン、ニーダーティーフェンバッハ、オーバーティーフェンバッハ、シュプバッハが自由意思に基づき合併して成立した。ヘッセン自治体法に基づくオルトベツィルク（管区）は設けられなかった。
町名は、1156年に最初の記録が遺る、町の中心部に位置する耕牧地「ベーゼリッヒャー・コプフ」から採られた。ベーゼリッヒャー・コプフには1163年にトリーア大司教ヒリンによって創設されたプレモントレ会ベーゼリヒ女子修道院があった。1170年から1230年までの間に修道院の三廊式バシリカが建設された。現在は修復された形で保護文化財の史跡となっている。1588年にこの修道院は宗教改革がなされた。現在も農業に利用されている修道院の農場は1656年に私有地となった。その近くに1764年から1767年にカトリックの「マリア・ヒルフ」巡礼礼拝堂が建設された。1974年7月1日、ベーゼリヒはオーバーラーン郡とリムブルク郡が統合されたリムブルク＝ヴァイルブルク郡に編入された。

### 町の出来事

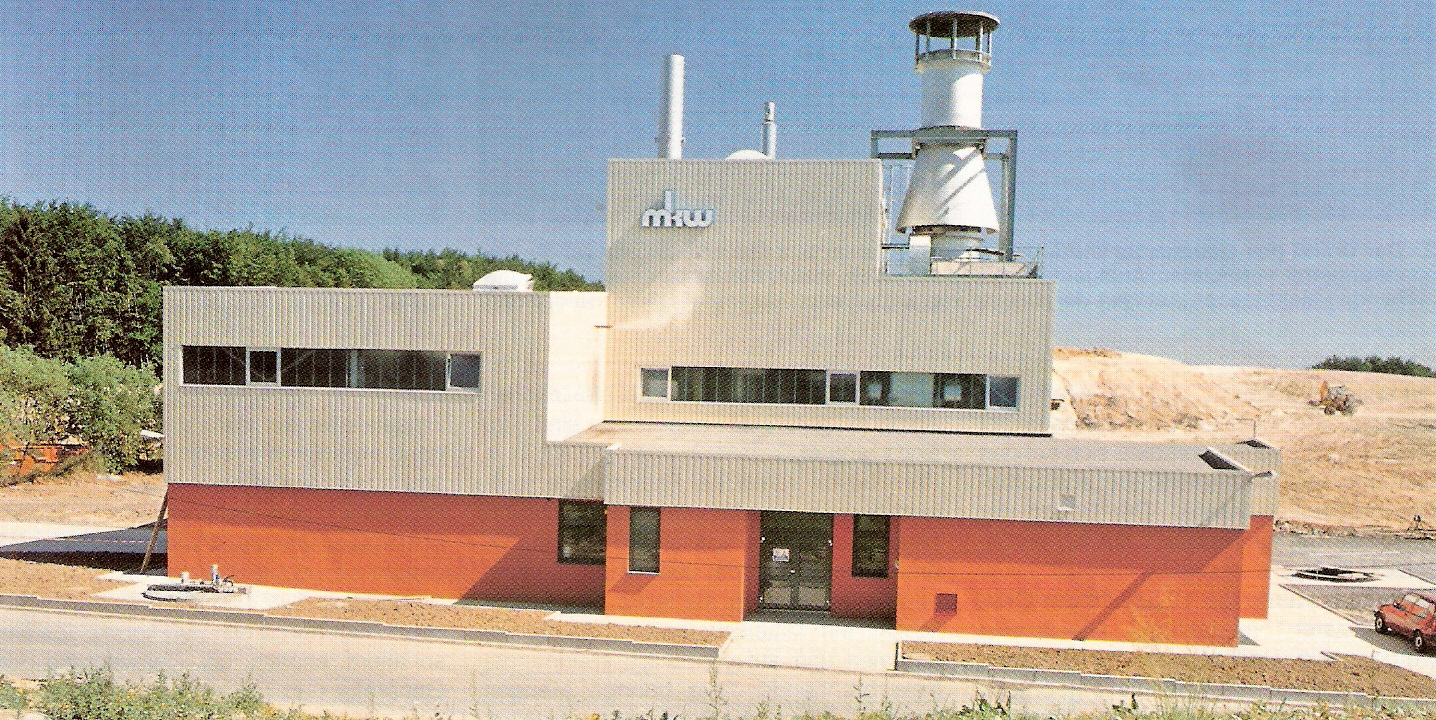
ベーゼリヒ廃棄物ガス発電所

オーバーティーフェンバッハとヘックホルツハウゼンとの間に1975年に郡立塵芥処理場が建設され、1989年7月3日にマイン発電所 AG が廃棄物ガス発電所を稼働させた。天然ガス網に最初に接続したのは、1977年10月8日であった。オーバーティーフェンバッハの新しいベーゼリヒ基礎課程学校は1983年9月15日に完成した。ハンス＝ペーター・ヴァールは1986年に初めてベーゼリヒの町長に選出され、この町が成立して以降町長を務めていた前任者アルフレート・ロートと交替した。1990年12月19日に新しい体育館が完成した。この体育館は2015年12月12日から「ゲオルク＝レーバー＝ハレ」という名称がつけられている。
マルティン・ルーダースドルフは1998年にベーゼリヒの町長となった。2000年5月にオーバーティーフェンバッハにシニアセンター「マリア・ヒルフ」が造られた。2003年10月8日にシュプバッハ方面のバイパス道路と連邦道 B49号線の橋が完成した。オーバーティーフェンバッハ近郊の連邦道 B49号線沿いに新しい投資センターが2004年に設けられた。2010年5月17日から2013年12月31日にまでカイ・ミュラーがベーゼリヒの町長を務めた。2014年4月7日にミヒャエル・フランツがこの職を引き継いだ。

## 住民

### 人口推移
- 2000年12月31日　5,727人
- 2005年12月31日　5,695人
- 2010年12月31日　5,592人
- 2015年12月31日　5,658人
- 2019年12月31日　5,655人

この町を主たる住所とする人口である。

### 宗教
ベーゼリヒ町内には、オーバーティーフェンバッハの聖エギディウス教会とニーダーティーフェンバッハの聖マリエンの2つのカトリック教会、シュプバッハとヘックホルツハウゼンに2つの福音主義教会がある。カトリックのベーゼリヒ巡礼礼拝堂は、町の中央に位置する高台「ベーゼリッヒャー・コプフ」にある。

## 行政

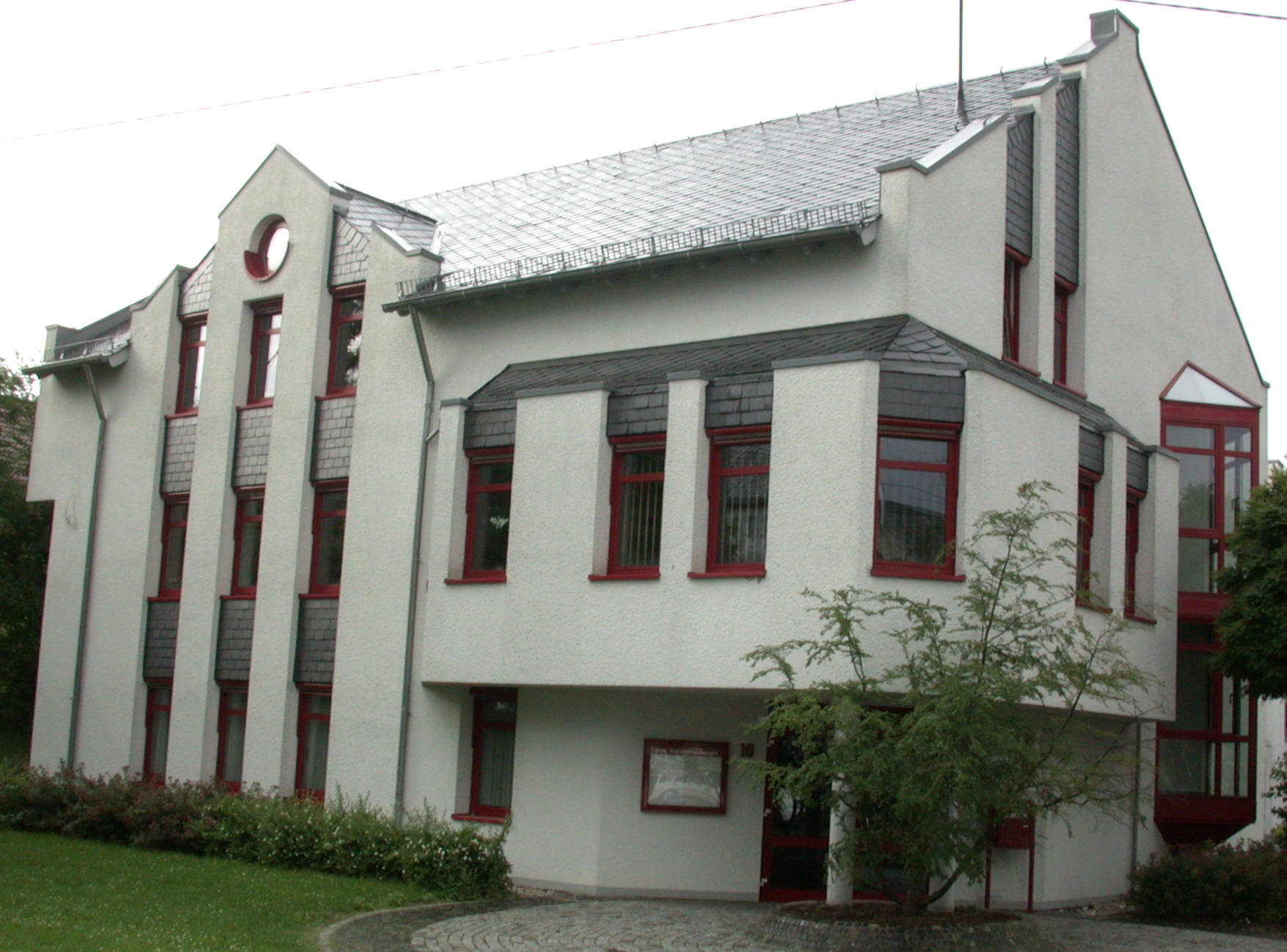
ベーゼリヒの町役場

### 議会
ベーゼリヒの町議会は25議席からなる。

### 町政委員会
町政委員会は、3党派8人の委員からなる。これに委員長として町長が加わる。

### 首長
- アルフレート・ロート（1971年 - 1986年）
- ハンス＝ペーター・ヴァール（1986年 - 1998年）
- マルティン・ルーダースドルフ（1998年 - 2010年）
- カイ・ミュラー（2010年 - 2013年）
- ミヒャエル・フランツ（2014年4月7日から）

### 紋章
紋章の配色には、かつての2つの領邦の色が採用されている。青地に4つの銀の十字はナッサウ＝ハーダマル家、銀地に3本の赤い柱はヴィート＝ルンケル伯家を表す。4つの銀の十字は、同時に4つの地区を象徴している。中央の小楯には、かつての修道院のバシリカの代わりに「マリア・ヒルフ」巡礼礼拝堂が描かれている。この教会建築のデザインによって「basilica（バシリカ）」から町名の「Beselich（ベーゼリヒ）」が強調されている。この小楯は、境界石の形をしており、二つの旧領邦を分離する旧修道院の所領の境界石を表している。その緑色の背景は、旧修道院を取り囲む森を意味する。このベーゼリヒの紋章は1979年1月18日に認可された。
Der Ehrenteller mit dem Wappen der Gemeinde Beselich（ベーゼリヒの紋章がついた名誉章）は、特別な栄誉として、長年にわたってベーゼリヒの繁栄と名声拡大に貢献した人物に与えられる。受賞者は、町の重要な催しに特別招待される。

### 姉妹自治体
- カウルスドルフ（ドイツ語版、英語版）（ドイツ、テューリンゲン州）1991年5月

両自治体間の姉妹自治体協定書は、町長のハンス＝ペーター・ヴァール（ベーゼリヒ）とハンス＝ユルゲン・オスヴァルト（カウルスドルフ）によって署名された。

## 文化と見所

### 建築

#### ベーゼリヒ修道院跡

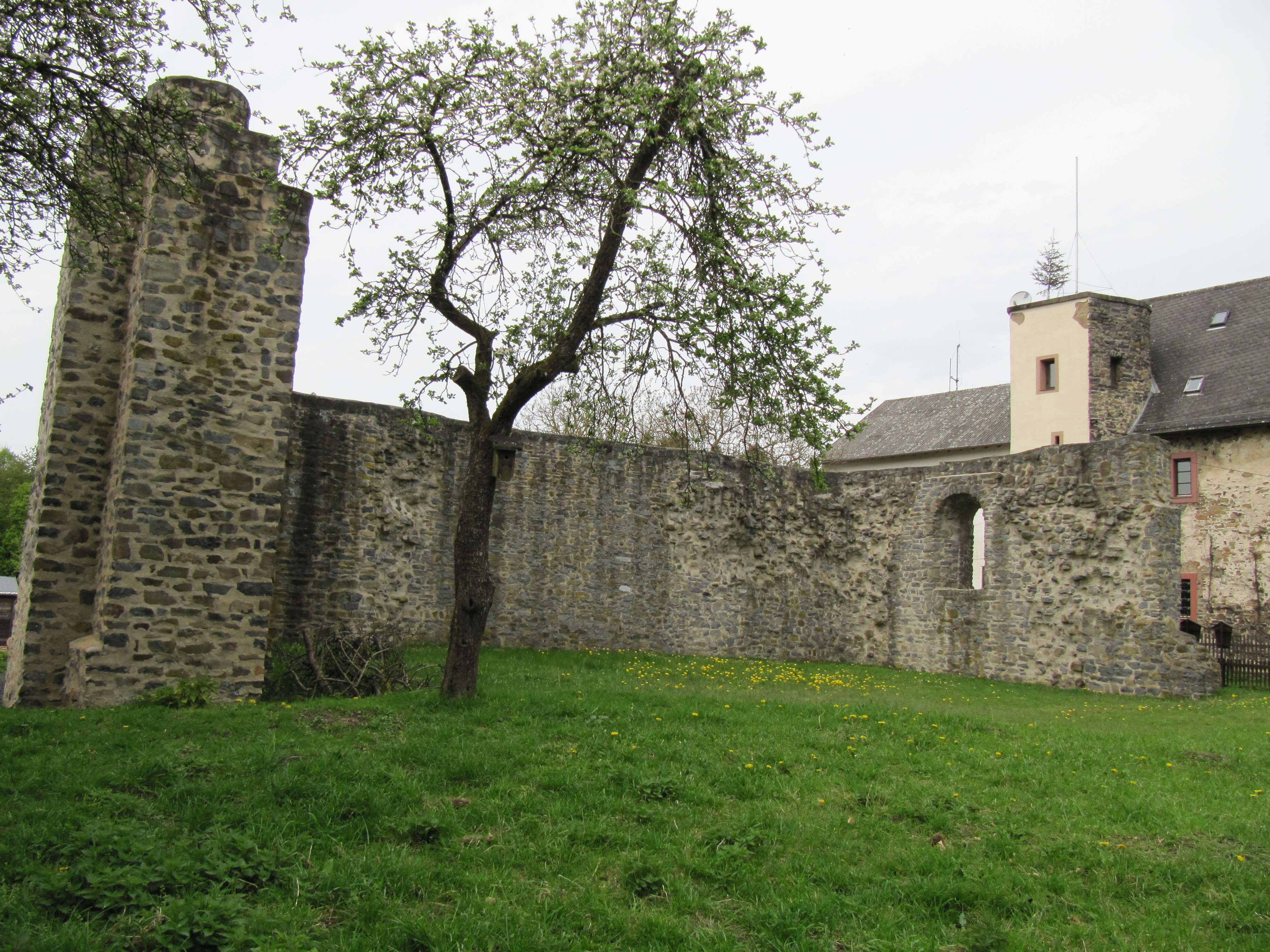
ベーゼリヒ修道院跡

ベーゼリッヒャー・コプフに、かつてのプレモントレ会女子修道院の修復されたバシリカの遺構がある。この修道院は1163年にトリーア大司教ヒリン・フォン・ファレマニエンによって設立が確認された。それ以前に聖職者ゴットフリート・フォン・ベーゼリヒが十分の一税を免除された農場の近くに小さな教会を建設していた。修道院設立直後に、現在その遺構を観ることができる教会が建設された。これはロマネスク様式の、翼廊のない三廊式バシリカ教会であった。身廊と側廊は東向きに設けられたアプスにつながっており、それぞれ5本の柱で分離されていた。バシリカ全体の長さは 37 m、幅は 18 m であった。
この修道院は数多くの貴族の娘を受け容れ、それに伴う寄進によって急速に裕福になっていった。毎年7月15日の歳の市によりこの修道院はさらに重要な経済的役割を担った。その後中世後期に次第に衰退し、15世紀に経済的に破綻した。16世紀末の宗教改革によって修道女たちはこの修道院から去った。この施設は短い間診療所として利用され、その後17世紀初めには崩壊するのを放置された。この頃隣の農場に現存する建物が建設されたのだが、その一部は修道院の石材が転用された。この修道院の遺跡は1637年にイエズス会のハーダマル支部の所有となったが、建物は単なる石材の採集場として利用されるだけであった。1660年頃には、現在の拝廊の外壁を遺すだけの現在の状態にほぼなった。この文化財保護対象とされたこの遺跡は1985年に「ベーゼリヒ修道院遺跡保存協会」の所有となり、その翌年に修復作業が始まった。この協会は2019年に解散した。バシリカの遺構は、景観が魅力的な遊歩道のスタート地点として利用されている。

#### カトリックの「マリア・ヒルフ」巡礼礼拝堂

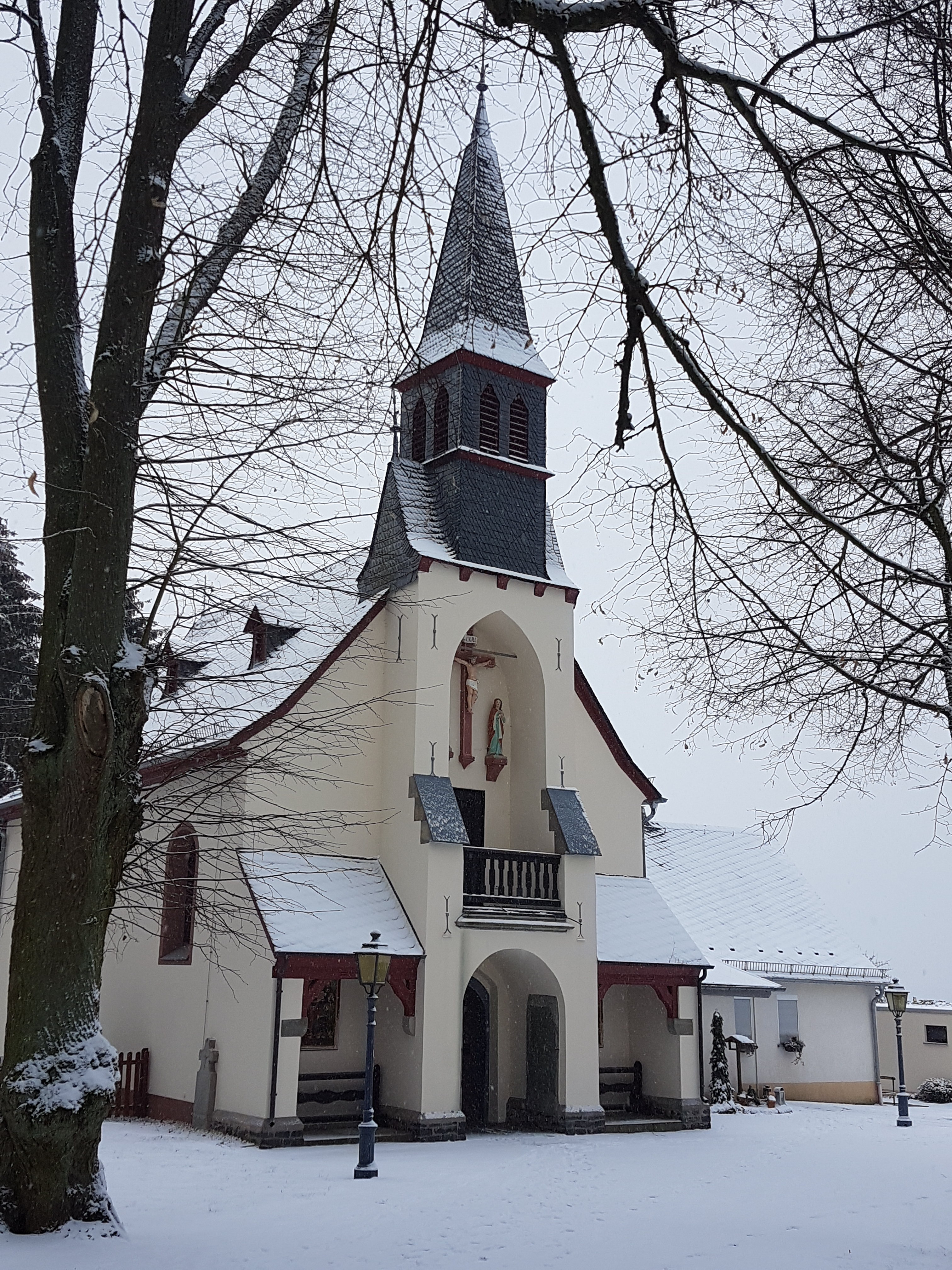
「マリア・ヒルフ」巡礼礼拝堂

「マリア・ヒルフ」（聖母の救済）礼拝堂は、ベーゼリッヒャー・コプフにある。十四救難聖人に捧げられたこの巡礼礼拝堂は、元々、フランシスコ会隠修士のレオンハルト修士の主導で設けられた。彼は1709年に生まれ、1763年から1767年まで広い範囲で放浪生活を送った後、旧ベーゼリヒ修道院の跡地に住民の助けを借りてマリアの礼拝堂と庵を建設した。この建物は1767年9月8日に完成した。この修道院は、住民の寄付とリムブルク司教の援助によって内部が修復され、大部分が元の状態に復された。教会の屋根は2013年春に葺き替えられた。現在マリアの礼拝堂は、毎日多くの巡礼者や参拝者の目的地となっている。5月から10月まで金曜日の18:00頃に聖餐式が、日曜日の17:00頃に説教と祝福のあるマリアの礼拝が行われる。礼拝堂は祈りのために一年中開いている。オーバーティーフェンバッハから巡礼礼拝堂への途中に七つの悲しみの聖母に捧げられた7つの小さな礼拝の祠がある。
リムブルク司教区事務教区がベーゼリヒのマリアの救済巡礼礼拝堂の管理権限を持つ教会の設立許可を与えた後、2012年10月23日にギーセン行政管区長官がこれを承認した。これにより礼拝堂の維持が継続的に行われることになった。
礼拝堂の開基250年記念祭がリムブルク司教ゲオルク・ベッツィングと1000年以上の来客を迎えて開催された。

### 博物館

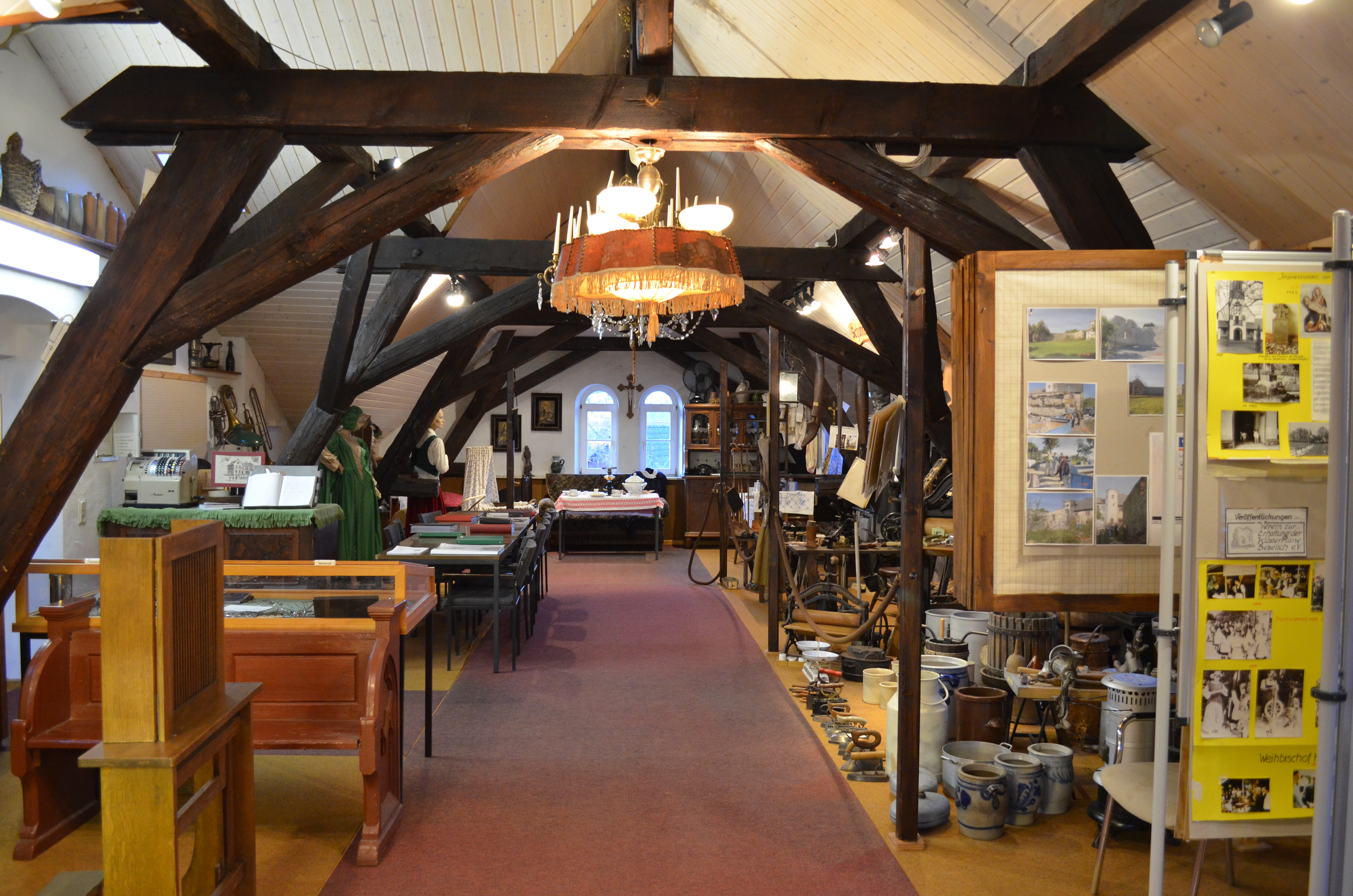
オーバーティーフェンバッハ郷土室のメイン展示ホール

保護文化財に指定されているオーバーティーフェンバッハの旧学校に、1998年3月14日からオーバーティーフェンバッハの郷土室が運営されている。この博物館は主にベーゼリヒの、特にオーバーティーフェンバッハ地区の歴史、伝統、文化を展示している。

## 経済と社会資本

### 経済構造
シュプバッハ地区付近ではかつて黒色のラーン大理石が採掘されていた。その産出は現在枯渇して、経済活動になっていない。オーバーティーフェンバッハ地区には産業地区があり、大型スーパーマーケットやその他の小売店があり、さらにこの産業地区にある「インヴェストツェントルム」に自動車販売店、工場、運送業者、ガソリンスタンドなどがある。ベーゼリヒは現在基本的に住宅地であり、住民たちはリムブルク・アン・デア・ラーン、ヴァイルブルク、ヴェッツラー、ライン＝マイン地方の職場で収入を得ている。

### 交通

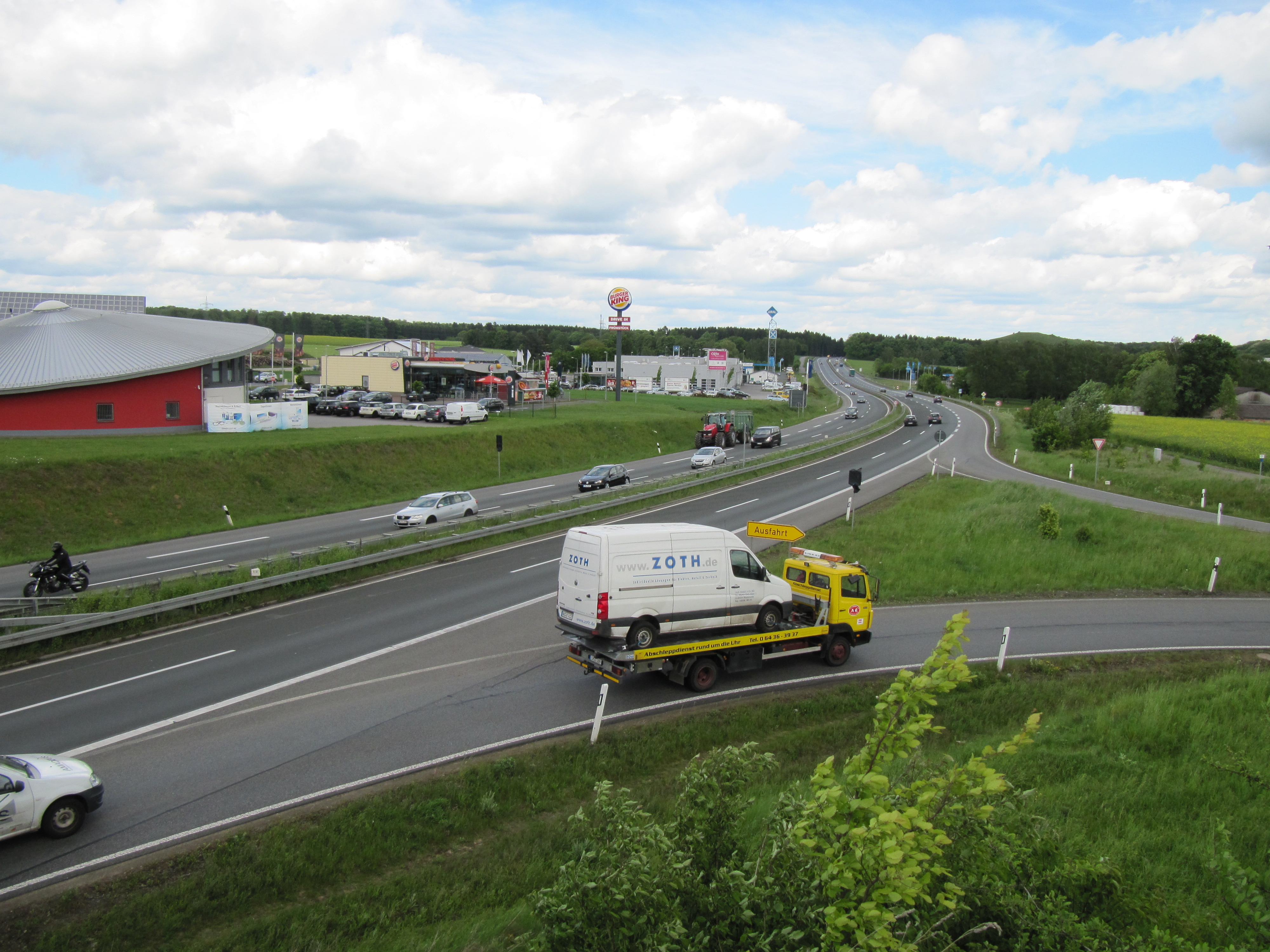
オーバーティーフェンバッハ近郊の連邦道 B49号線

この街は、4車線で直接ベーゼリヒを通る連邦道 B49号線経由のアウトバーン A3号線（リムブルク北インターチェンジ）で全国的な道路網に接続している。この他に高速鉄道ケルン - ライン/マイン線のリムブルク南駅が 11 km 離れた場所にある。州道や郡道が近隣の町とを結んでいる。

### 教育
オーバーティーフェンバッハにはベーゼリヒの子供達のための基礎課程学校がある。この学校では250人の児童が学んでいる。
幼稚園は各地区にある。オーバーティーフェンバッハにはカトリック教会の公共図書館がある。

### 施設
- オーバーティーフェンバッハのベーゼリヒ基礎課程学校
- 福音主義教会が運営するヘックホルツハウゼンの「シュテルネンラント」幼稚園
- ニーダーティーフェンバッハの町立「カスタニーエンブルク」保育園
- カトリック教会が運営するオーバーティーフェンバッハの「聖エギディウス」保育園
- シュプバッハの町立「オイレンネスト」保育園
- オーバーティーフェンバッハの「ベーレンヘーレ」託児所
- ベーゼリヒ＝ヘックホルツハウゼン消防団
- ベーゼリヒ＝ニーダーティーフェンバッハ消防団
- ベーゼリヒ＝オーバーティーフェンバッハ消防団
- ベーゼリヒ＝シュプバッハ消防団
- カトリック教会が運営するオーバーティーフェンバッハ公共図書館
- 老人ホーム「マリア・ヒルフ」

## 人物

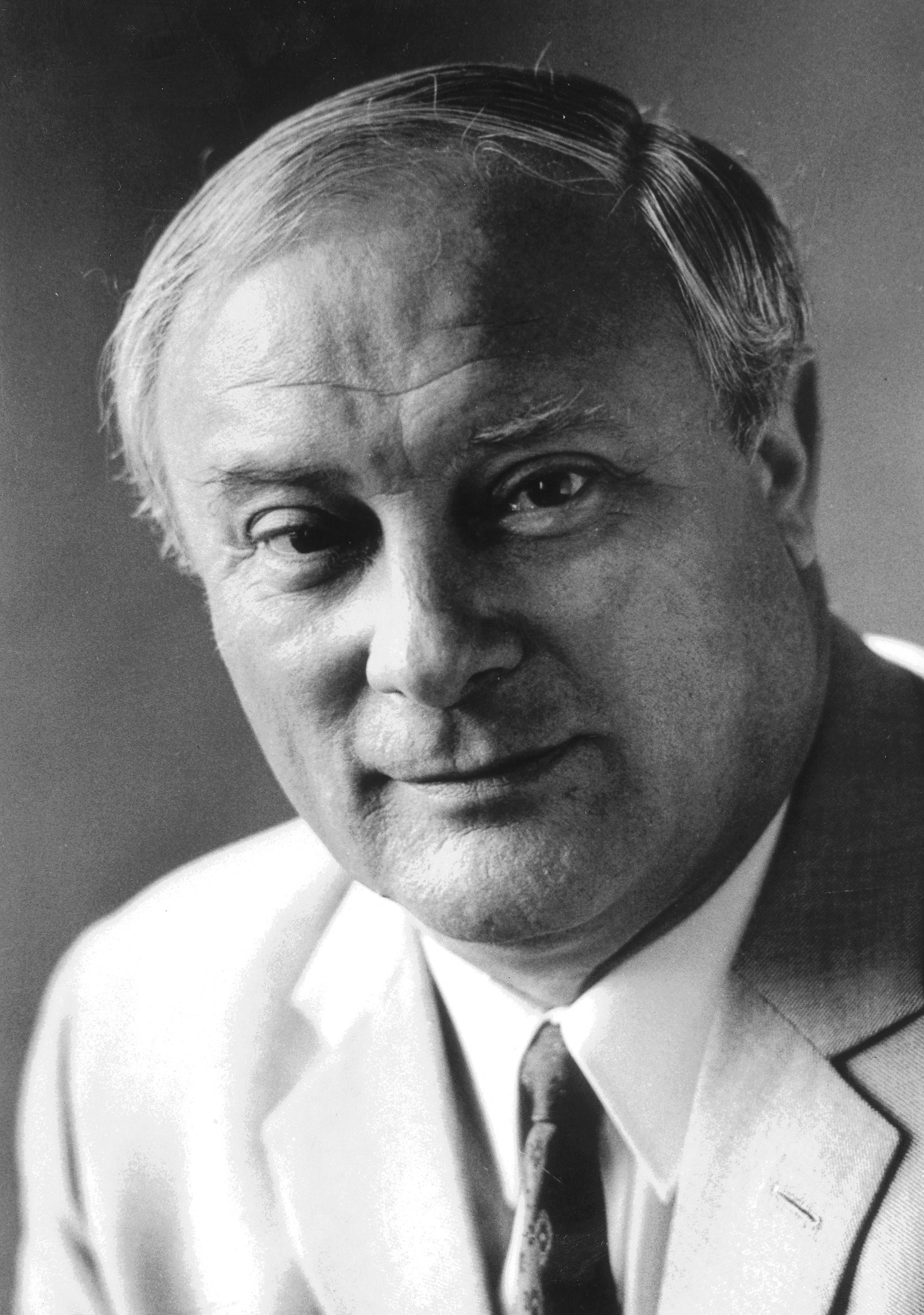
ゲオルク・レーバー

### 出身者
- ゲオルク・レーバー（1920年 - 2012年）政治家 (SPD)。ドイツ連邦共和国の交通大臣、郵政大臣、国防大臣を歴任した。

## 関連文献
- Georg Wagner (1935). Kloster- und Wallfahrtsstätte. Wiesbaden-Dotzheim: J.D. Reuter's Mainz
- Georg Wagner (1954). Obertiefenbach in seiner Vergangenheit. Wiesbaden-Dotzheim: Gemeinde Obertiefenbach
- Freiwillige Feuerwehr Obertiefenbach e. V., ed (1986). 100 Jahre Freiwillige Feuerwehr Obertiefenbach. Beselich. ISBN 978-3-926262-02-8
- Freiwillige Feuerwehr Obertiefenbach e. V., ed (2005). 125 Jahre Freiwillige Feuerwehr Obertiefenbach. Beselich. ISBN 978-3-926262-03-5
- Franz-Josef Sehr (2012), “125 Jahre Pfarrkirche „St. Ägidius“ Obertiefenbach”, Jahrbuch für den Kreis Limburg-Weilburg 2013 (Limburg: Der Kreisausschuss des Landkreises Limburg-Weilburg):  pp. 121–123, ISBN 3-927006-49-1
- Kirchengemeinde St. Ägidius Obertiefenbach, ed (2013). 125 Jahre Pfarrkirche St. Ägidius Obertiefenbach. Beselich
- Franz-Josef Sehr (2013), “140 Jahre Schulgebäude in Obertiefenbach”, Jahrbuch für den Kreis Limburg-Weilburg 2014 (Limburg: Der Kreisausschuss des Landkreises Limburg-Weilburg):  pp. 95–98, ISBN 3-927006-50-5
- Franz-Josef Sehr (2016), “250 Jahre Wallfahrtskapelle Maria Hilf Beselich”, Jahrbuch für den Kreis Limburg-Weilburg 2017 (Limburg: Der Kreisausschuss des Landkreises Limburg-Weilburg):  pp. 137-141, ISBN 3-927006-54-8
- Kirchengemeinde St. Ägidius Obertiefenbach, ed (2017). 250 Jahre Wallfahrtskapelle Maria Hilf Beselich. Beselich